# مسجد السيدة نفيسة (القاهرة)
مشهد السيدة نفيسة أو مسجد السيدة نفيسة هو مسجد يقع في حي السيدة نفيسة (أو درب السباع)، وهو جزء من مقبرة تاريخية أكبر تسمى القرافة (أو مدينة الموتى) في القاهرة، مصر. بُني المسجد لإحياء ذكرى السيدة نفيسة وهي عالمة إسلامية معروفة من نسل النبي محمد ويقع ضريحها داخل المسجد.
أُدرج المسجد مع المقبرة المحيطة كأحد مواقع التراث العالمي لليونسكو في القاهرة التاريخية.

## الموقع
يقع المسجد في بداية الطريق المسمى طريق أهل البيت، حيث يصبح المشهد النفيسي هو المحطة الثانية في هذا الطريق بعد مشهد الامام علي زين العابدين (مقام رأس زيد بن علي). وطريق أهل البيت طريق شهير يبدأ بمقام زين العابدين وينتهي بمشهد السيدة زينب بنت علي مرورا بالسيدة نفيسة والسيدة سكينة بنت الحسين والسيدة رقية بنت علي بن أبي طالب ومحمد بن جعفر الصادق والسيدة عاتكة عمة الرسول محمد.

## السيدة نفيسة
بعد وفاة السيدة نفيسة بنت الحسن بن زيد بن الحسن بن علي بن أبي طالب، أراد زوجها أن يحملها إلى المدينة المنورة كي يدفنها بالبقيع، فعرف المصريون بذلك فهرعوا إلى الوالي عبد الله بن السري بن الحكم (كان أميرًا لمصر من سنة 206 إلى سنة 211 هـ) واستجاروا به عند زوجها ليرده عما أراد فأبى، فجمعوا له مالا وفيرا وسألوه أن يدفنها عندهم فأبى أيضا، فباتوا منه في ألم عظيم، لكنهم عند الصباح في اليوم التالي وجدوه مستجيبا لرغبتهم، فلما سألوه عن السبب قال: رأيت الرسول صلى الله عليه وسلم وهو يقول لي رد عليهم أموالهم وادفنها عندهم.

## وصف المسجد
جاء في خطط المقريزي أن أول من بنى على قبر السيدة نفيسة هو عبيد الله بن السري والي مصر من قبل الدولة العباسية. ثم أعيد بناء الضريح في عهد الدولة الفاطمية حيث أضيفت له قبة، ودون تاريخ العمارة على لوح من الرخام وضع على باب الضريح ويبين اسم الخليفة الفاطمي المستنصر بالله وألقابه.
أعيد تجديد القبة في عهد الخليفة الفاطمي الحافظ لدين الله بعد أن حدثت فيها بعض التصدعات والشروخ. كما تم كساء المحراب بالرخام سنة 532هـ (1138م)، إلى أن أمر السلطان الناصر محمد بن قلاوون أن يتولى نظارة المشهد النفيسي الخلفاء العباسيون.
وكان أول من تولى النظر عليه هو الخليفة العباسي المعتضد بالله أبو الفتح أبو بكر ابن المستكفي وهو من بقايا العباسيون الذين هاجروا إلى مصر بعد أن قضي عليهم المغول سنة 656هـ (1258م).
وجدد المشهد النفيسي في عصر العثمانيين في عهد الأمير عبد الرحمن كتخدا وبني الضريح علي هذه الهيئة الموجودة عليه الآن. والمسجد له مدخل للرجال ومدخل للنساء وحديثًا تم تجديد المدخل وفرشه بالرخام الفاخر. وفي داخل المسجد ممر طويل يصل إلى المقام الشريف. وفي هذا الممر يوجد لوحات مرسومة رائعة حب أهل البيت. وبعض الأشعار الرائعة في مدح أهل البيت.
كما جُددت المقصورة النحاسية الموجودة بالضريح في عهد والي مصر عباس الأول.

## معرض صور

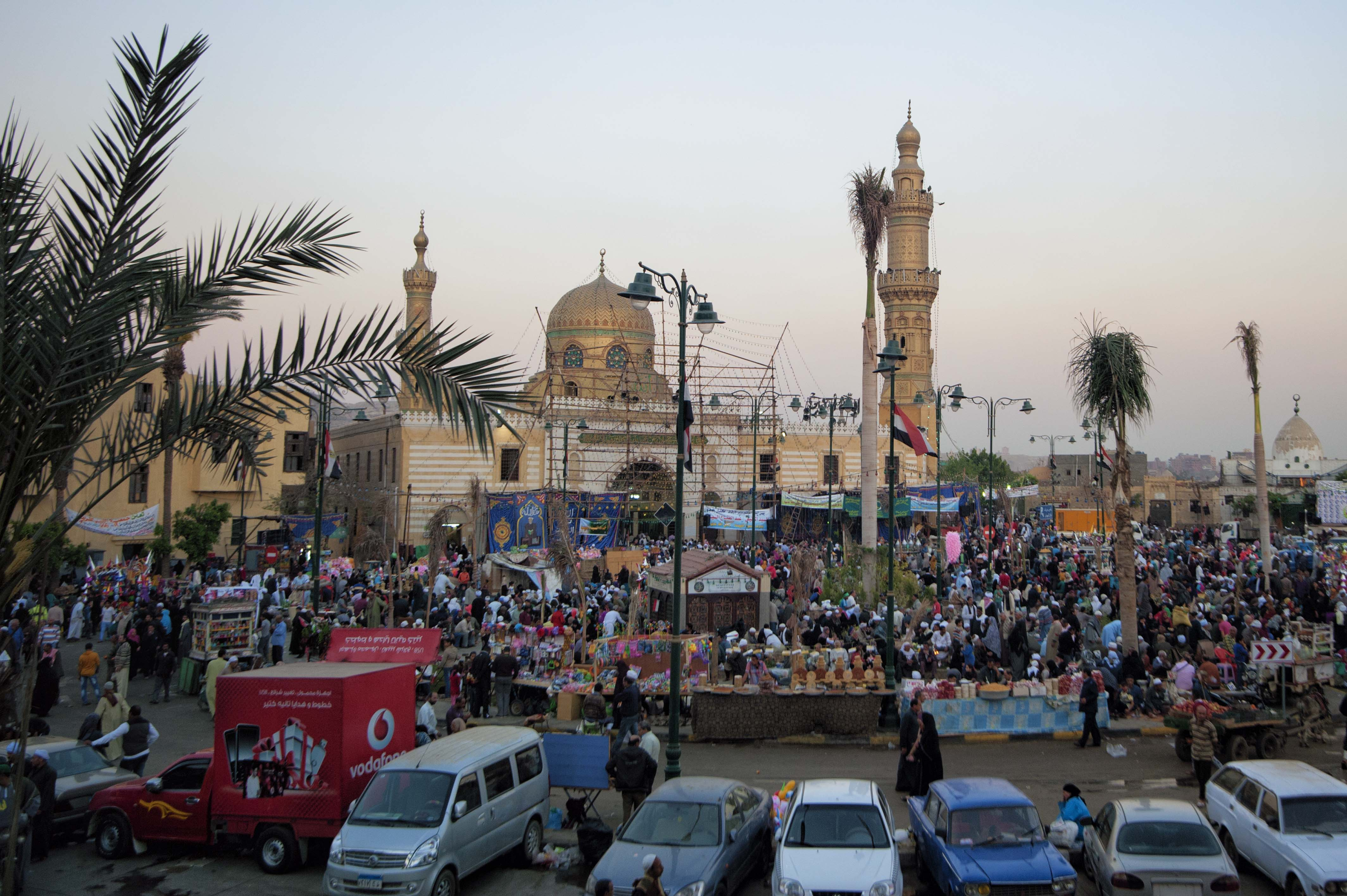
صورة قديمة لمشهد السيدة نفيسة.
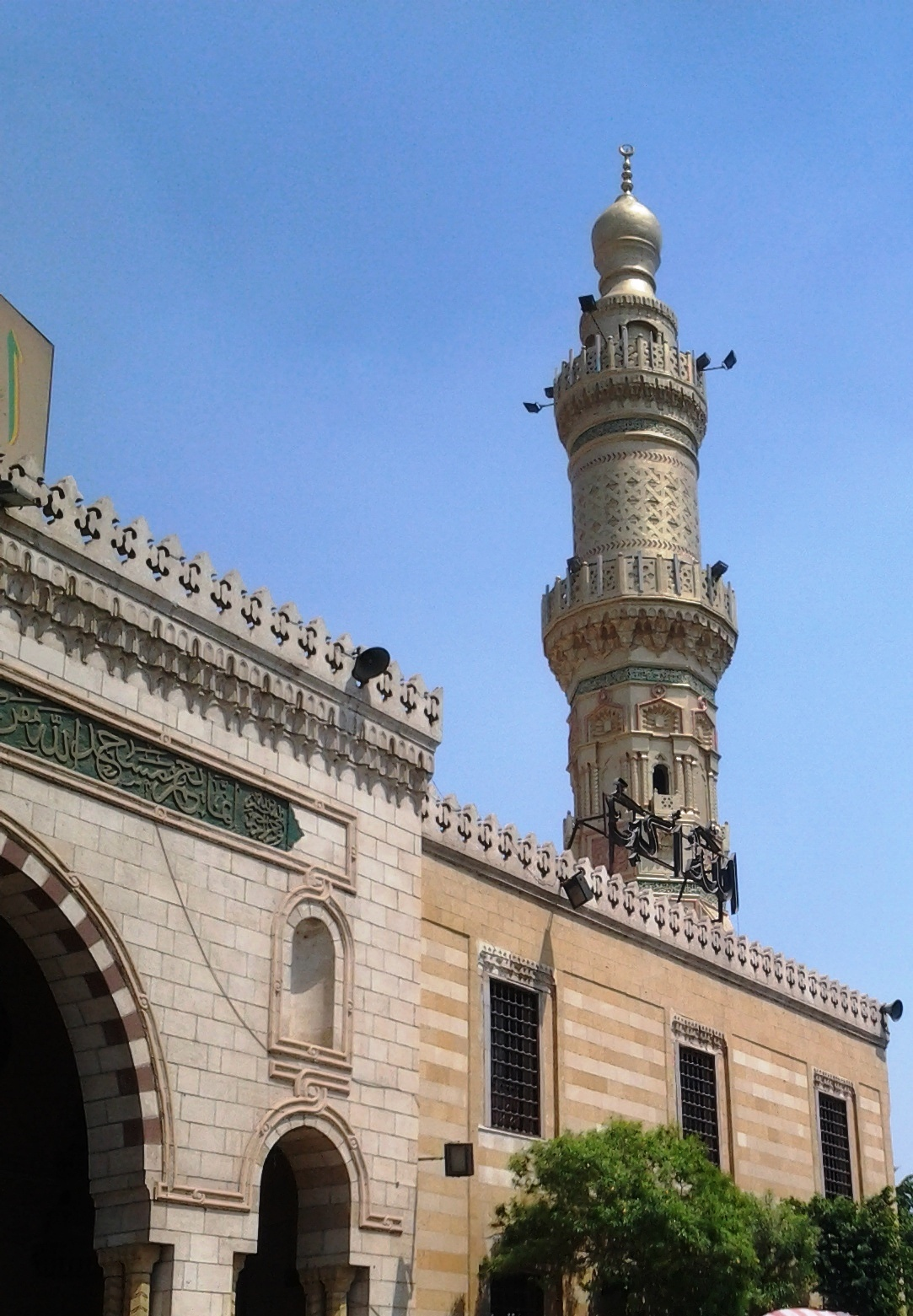
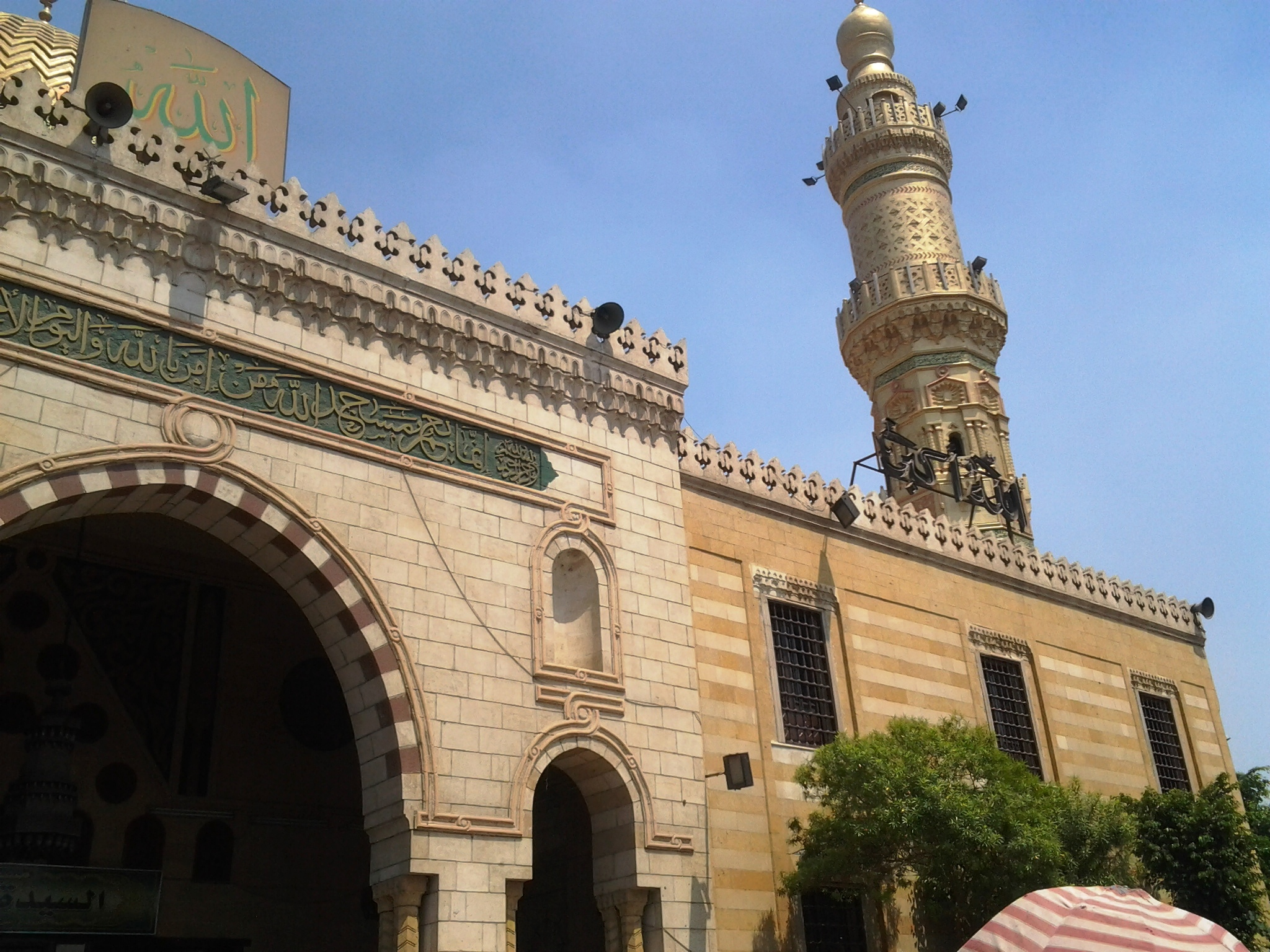
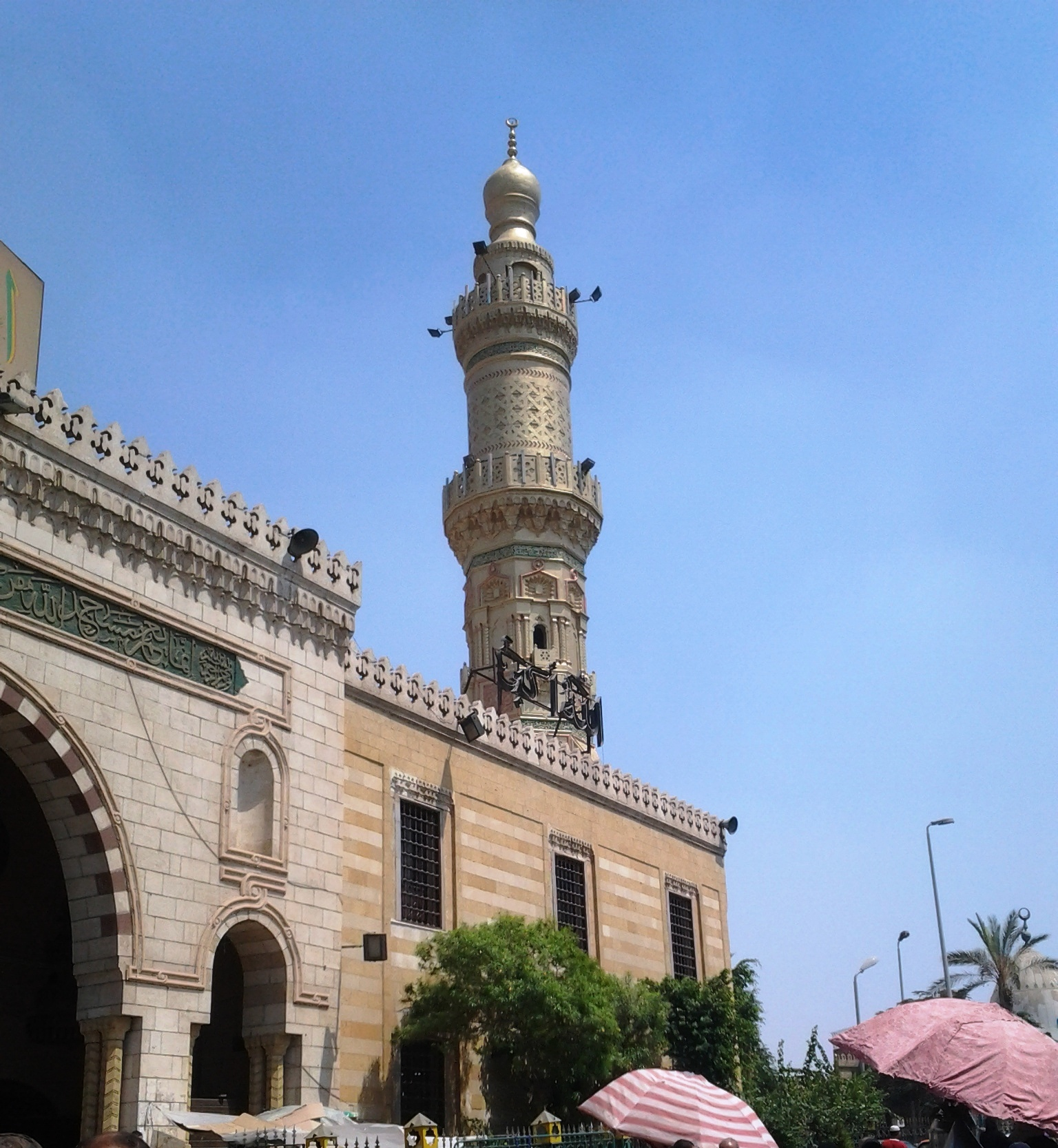
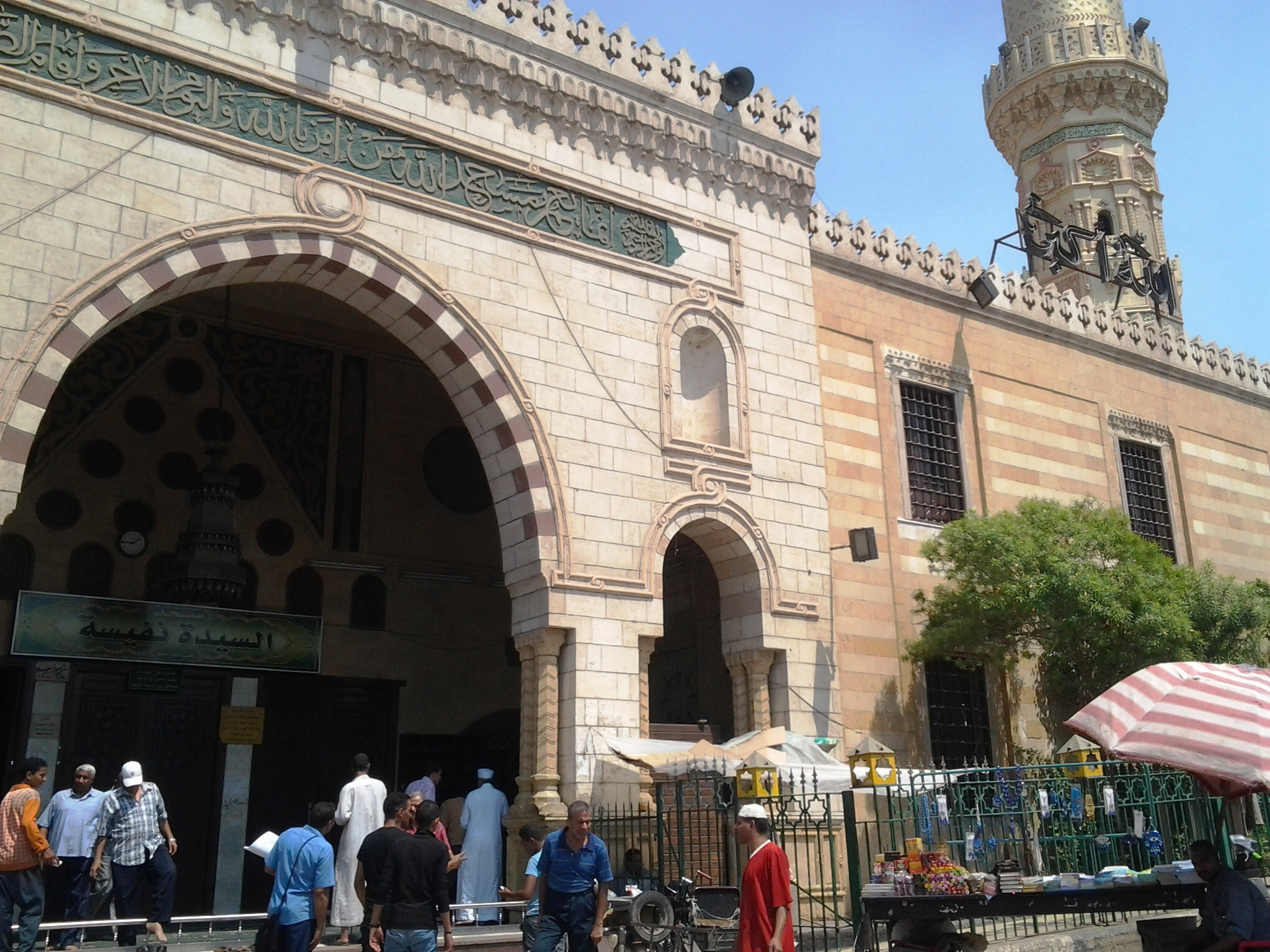
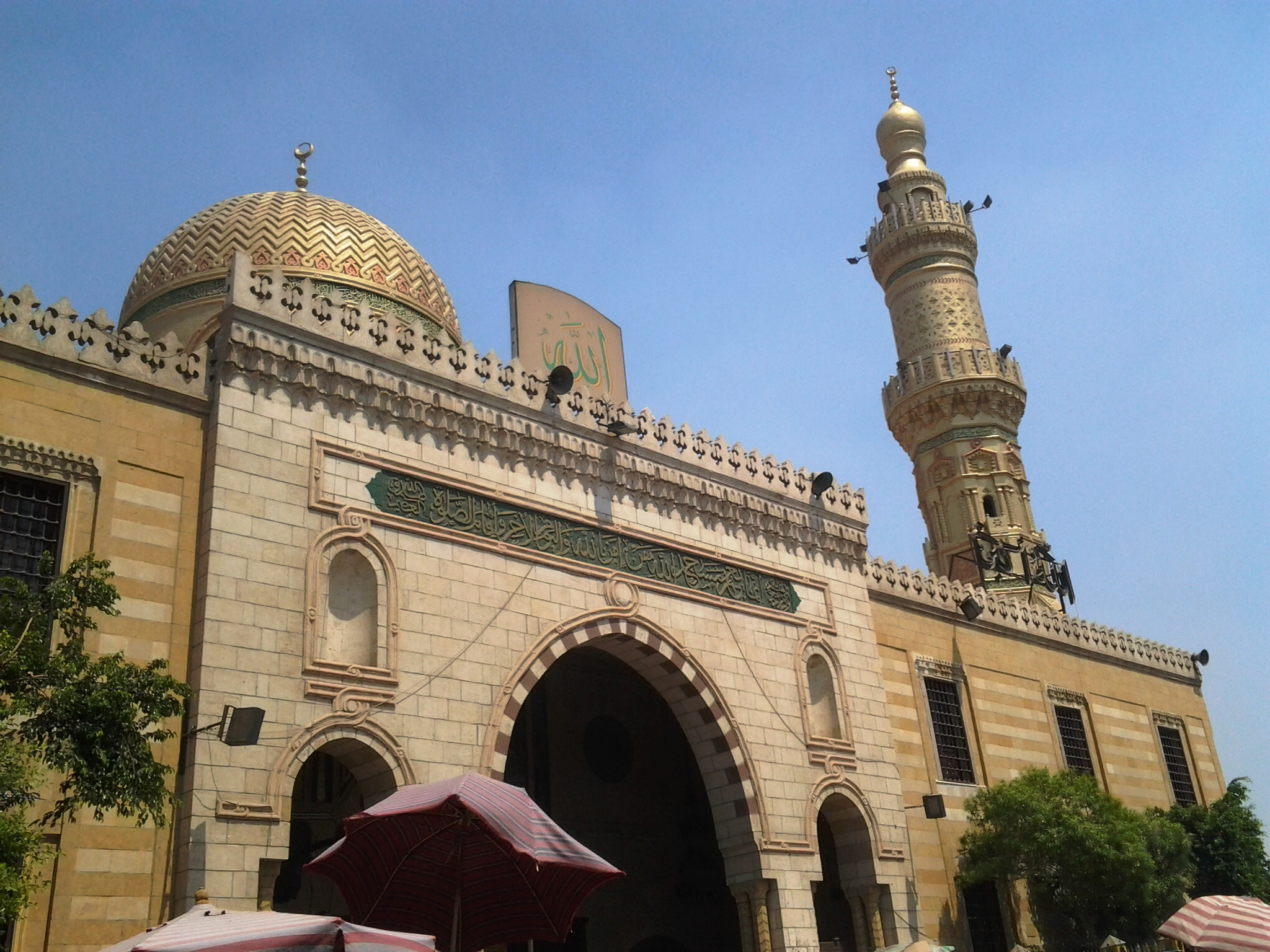
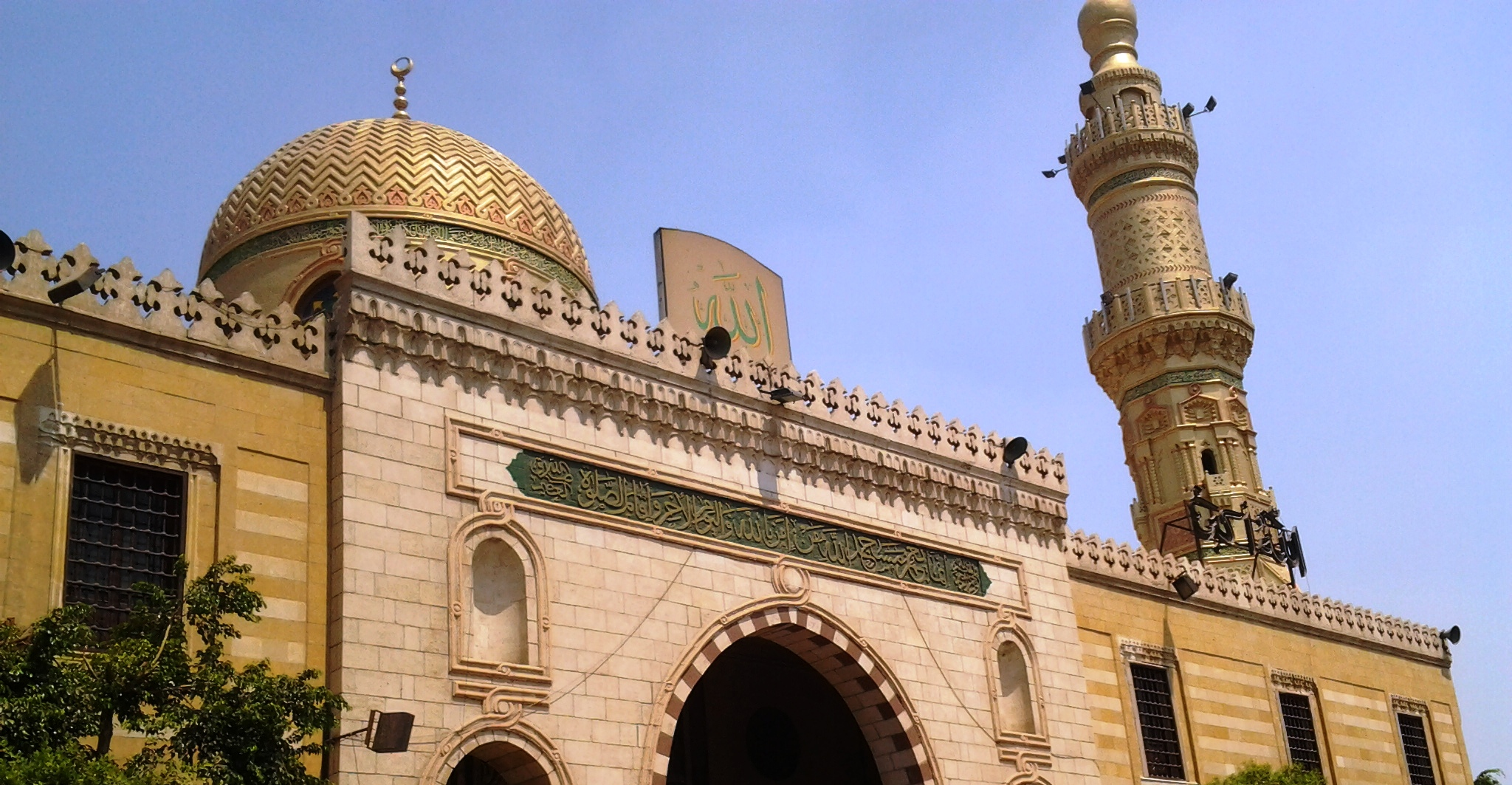

## روابط خارجية
- آثار القاهرة الإسلامية نسخة محفوظة 31 مايو 2014 على موقع واي باك مشين.